# Шлёнский, Авраам
Авраа́м Шлёнский (Шлионский; ивр. אברהם שלונסקי‎; 6 марта 1900, Крюково, Полтавская губерния — 18 мая 1973, Тель-Авив) — еврейский поэт, переводчик, издатель.

## Биография
Родился в Крюково, Полтавская губерния, в еврейской семье. Назван Авраамом в честь деда, раввина Николаева, Авраама Давида Лавата. Когда Аврааму Шлионскому было 13 лет, родители послали его в Палестину, где он учился в гимназии «Герцлия». С началом Первой мировой войны вернулся в Россию, где закончил учёбу в гимназии в Екатеринославе.
В 1921 году вернулся в Эрец-Исраэль. Работал на прокладке дорог. В 1926—1932 издавал еженедельник Союза ивритских писателей Израиля «Ктувим». Вскоре журнал отделился от Союза ивритских писателей, а Шлёнский встал во главе нового литературного движения, противопоставившего себя школе Хаима Нахмана Бялика.
Переводил на иврит В. Шекспира, А. С. Пушкина (в частности, перевёл роман «Евгений Онегин»), Н. В. Гоголя, А. П. Чехова, Л. Н. Толстого, А. А. Блока, О. Мандельштама, Б. Пастернака и других. Перевёл на иврит стихотворение Константина Симонова «Жди меня».

Сестра — Вердина Шлёнски.

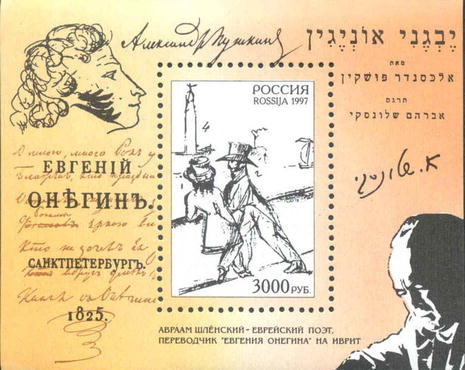
Почтовый блок России. 1997 г. посвященный А. Шлёнскому.

## Сочинения
- Шлионский (Шленский) Авраам. Горы Гильбоа. Серия: Библиотека-Алия. №77. Израиль. Библиотека-Алия. 1980г. 176 с.
- Стихи. Пер. А.Пэнна, Л.Тома // Поэты Израиля. М., 1963. С.16, 22-27.